# 大津巴布韦
大辛巴威（英語：Great Zimbabwe）是非洲南部國家辛巴威共和國的一座遺跡城市，也是該國名稱的由來。此地在12世紀至15世紀間，曾由當地的原住民紹納人發展出高度的文明。大辛巴威遺址的石牆結構，為撒哈拉以南非洲地區規模最大的史前人造結構。在大辛巴威鼎盛時期，居民約有2萬人，為一處貿易集散地，此地的商人與非洲內陸、印度洋沿岸地區進行貿易，貿易路線更由印度洋沿岸延伸到阿拉伯和中國。
20世紀初，關於何人為大辛巴威的興建者陷入爭議，一派認為是來自中東的白人後裔（如腓尼基人），一派則認為是當地黑人原住民紹納人。後來越來越多的科學研究指向於後者，但此地白人殖民者仍試圖延續其腓尼基人建造的說法。這種想法在1965年羅德西亞單方面宣布獨立後變本加厲，白人執政者試圖阻止任何關於大辛巴威是黑人原住民建造的資訊；然而當地的黑人民族主義者也察覺了大辛巴威的價值，紛紛藉此宣揚民族自決的理念，大辛巴威遂成為政治宣傳工具。隨著1980年辛巴威共和國成立，大辛巴威被視為辛巴威民族意識覺醒、歷史文化傳承的重要象徵。民族運動者將大辛巴威「聖域」化，除了將此遺跡的名稱作為國名，其圖像更出現在辛巴威貨幣、郵票和國徽之上；遺跡中找到的重要文物津巴布韦鸟的圖像出現在津巴布韋國旗與國徽上，以此作為辛巴威人引以自豪的象徵。
1986年聯合國教科文組織將大辛巴威列為世界遗产後，對大辛巴威的關注由當地人擴展至世界各地。世界遺產委員會指出，大辛巴威具有獨特的建築結構，對辛巴威共和國與其人民具有深遠的歷史與民族意義，大辛巴威遺跡是紹納人過去曾在此地創建高度文明王國的證明。對於考古研究者而言，大辛巴威可提供撒哈拉沙漠以南班图语支各民族文化研究的重要文物資料。對於當地居民而言，大辛巴威除了歷史意義之外，仍持續具備宗教功能。至今在遺址中仍持續舉行各種宗教儀式，如祈雨和其他祈福儀式。

## 地理
大辛巴威在辛巴威東南部的馬斯溫戈省，在首都哈拉雷南方約240公里處；位於該省首府馬斯溫戈東南方約27公里。大辛巴威所在地位於辛巴威中部高原的南側地區，當地海拔約為1,100—1,200公尺，有許多山丘與溪流:124；地質以花崗岩為主。氣候依據柯本气候分类法為副热带湿润气候，年雨量為700—800公厘，降雨集中於10月至隔年4月。氣候溫和，各月份平均溫度在20.8至26.1°C之間，通常10月最熱，最高均溫為29.2°C；7月最冷，最低均溫為5.4°C。植被相對茂密，適合農耕與畜牧:16-17。
大辛巴威遺址占地722公頃，區內在凸起的山丘頂端有一座堡壘，此地區稱為山丘遺址（The Hill Ruins），山丘遺址南方有一座大圍場（The Great Enclosure），山丘遺址與大圍場間有一座略為凹下的山谷，有一些散落的遺跡，稱山谷遺址（The Valley Ruins）。遺跡的西邊有一些現代化設施，包括酒店、露營地、博物館、紀念品商店與旅客中心。

## 歷史沿革

### 名稱由來
大辛巴威名稱的由來有兩種說法：一為紹納語支的卡蘭加語「dzimba-dza-mabwe」，意即石頭大房子，或石頭大宮殿，說卡蘭加語的紹納人在城市形成時已定居於此地；另一種說法為紹納語支的澤祖魯（Zezuru）語「dzimba-hwe」，意即尊貴的房子，此名稱也代指酋長的墓地或房子:13。

### 建造與廢棄
考古學家將人類在大辛巴威活動的歷史分為五個時期，第1時期約為西元4世纪至7世纪，之後該地區被廢棄；第2時期約為1150年至1220年；第3時期約為1220年至1275年；第4時期約為1275年至1450年；第5時期為15世纪末期，大辛巴威聚落被住民遺棄，該地成為遺跡。
大辛巴威最早是一個從事農牧的小聚落，推測建立於4世紀:159。第1時期可再分為兩個階段：1a和1b時期。1a時期該地區居住的是農耕和游牧民族；1b時期約在7世紀，此時當地的住民稱為「茲佐文化」（Zhizo Culture）:259-260。
第2時期約為1150年至1220年，早期的紹納人在此地區定居。此時期的遺跡是在石牆底下的地層發現，顯示該時期尚未建築石牆。11世纪在周圍地區發現金礦，至12世纪該地成為黃金交易中心。紹納人統治者從黃金貿易累積財富，遂雇傭一支軍隊以保護他的產業，在13世紀初期開始在此地建造石牆，之後進入第3時期。:259-260
第3時期為津巴布韋王國前期，年代約為1220年至1275年，此時期的文化仍受到年代稍早的馬蓬古布韋王國的影響；第4時期約為1275年至1450年，此時是辛巴威王國的全盛期，王國的疆界北至赞比西河，南至林波波河，西至喀拉哈里沙漠的邊緣，東至東部的山脈。此時王國的首都大辛巴威成為一個非常繁榮的城市，由於人口快速增加，城市規模已擴及周邊的山谷。約1450年之後進入第5時期，在約1450年至1550年期間，大量居民離開此地，大辛巴威逐漸被廢棄。歷史學家對於大辛巴威逐漸沒落的原因尚無定論，一派說法是當時此地的農業生產已無法支持人口的成長；另一種說法是黃金貿易的路線改為沿著尚比西河運輸，該城市失去了其在黃金貿易中的重要性。
在大辛巴威沒落後，在辛巴威其他地區建立的布圖阿王國、姆韦尼·马塔帕王国延續辛巴威王國的文化，他們使用與大辛巴威類似的建築和陶器風格，而大辛巴威附近仍有小部分的人住在此地，19世纪時大辛巴威附近仍有一個紹納人的村落。

### 歐洲人的探險
最早提到大辛巴威的歐洲人為葡萄牙人迪奧戈·德·阿爾卡索瓦（Diogo de Alcáçova），他在1506年寫給葡萄牙國王若昂三世的信，提到當時由姆韋尼·馬塔帕王國統治的大辛巴威，他描述了這座城的石牆建築:61-69。之後葡萄牙人杜阿特·巴博薩在他1514年的著作中也描寫了大辛巴威，他稱此地名為「Zimbaoche」，由異教徒貝內莫塔帕（Benemotapa）國王統治。
葡萄牙航海家若昂·德·巴罗斯在其1552年發表的作品《亞洲》中提到大辛巴威。他本人沒來過這裡，但在莫桑比克的港口城市聽說內陸有一座石造宮殿的故事。巴羅斯將他聽到的故事與傳說中示巴女王統治的城市阿克蘇姆連結在一起，認為此地就是示巴女王為所羅門王帶來黃金的地方——俄斐。大辛巴威與所羅門王有關的傳說很可能是源於阿拉伯人，他們想控制貿易路線，並試圖透過該地區與所羅門王的聯繫，來強化他們的統治地位，因為所羅門王對穆斯林來說也是一個重要的人物。

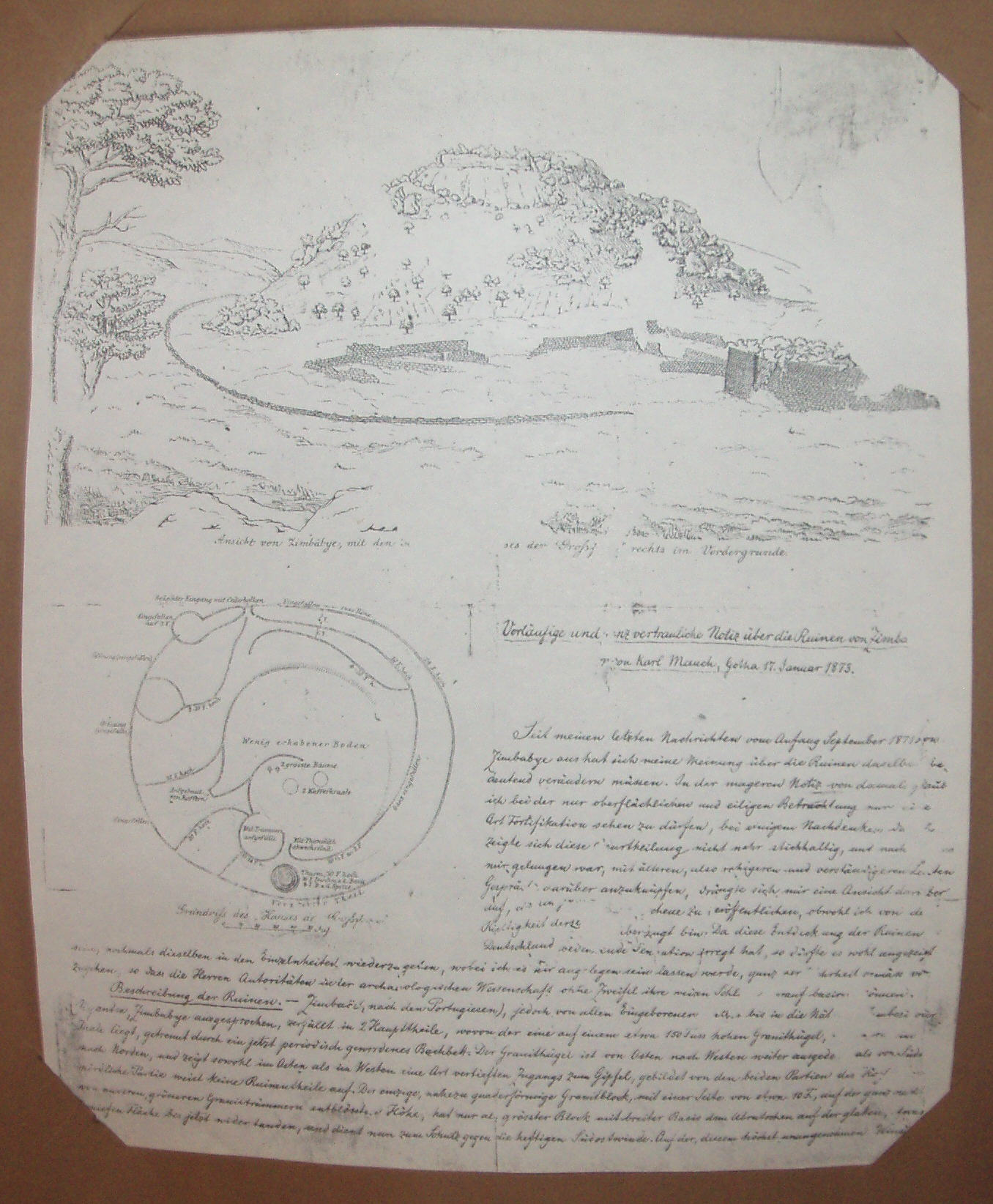
卡爾·毛奇關於大辛巴威的著作

在內陸地區有座黃金城的傳說延續幾個世紀，1867年，德裔美国人亞當·蘭德在其大狩獵旅程中無意間發現了這一座被遺棄多時的中世紀城市，學術界認為他是第一個來到此地的白人，不過蘭德並未探索此遺跡。1871年，德國人卡爾·毛奇開始探險大辛巴威，他在當年9月由一名紹納人作為嚮導，來到大辛巴威廢墟。毛奇在此地發現皂石和鐵製的手工藝品，由此推斷出白人曾經在此地生活過。他當時從一處过梁取下一些木頭，認為這些木材是由腓尼基人帶來的黎巴嫩雪松所製成。英国人托馬斯·貝恩斯是第一個將大辛巴威繪入地圖的人。他在1873年繪製的非洲南部地圖中，將此地標示為「傳說中示巴女王的王國」，這也引發了作家亨利·萊特·哈葛德的靈感，他在1885年出版小說《所罗门王的宝藏》，這本小說在發行後廣受各界好評。

### 開啟考古調查
毛奇推斷白人曾經在此地生活的想法引起了英裔南非商人與政治家塞西尔·罗兹的興趣，他創立的不列颠南非公司（BSAC）在1890年占領了大辛巴威北方的中馬紹納蘭。羅茲資助考古挖掘工作，由詹姆斯·西奧多·本特負責。除了羅茲之外，英國皇家地理學會和不列顛科學協會也資助挖掘工作。本特在調查後，同意部分過去的觀點，認為該城市是由來自中东地區，類似腓尼基人的人種所建造，但沒有提到與示巴女王的關聯，他認為有些結構的造型類似菲勒斯，可以導向此遺跡是由腓尼基人建造。本特在調查過程中察覺此地的文物價值，成立「羅德西亞古遺址公司」，獲得BSAC授予開發此處遺址的特许权。羅德西亞古遺址公司雇用的英國籍記者理查·尼克林·霍爾（Richard Nicklin Hall）在1902年出版了《羅德西亞的古代遺跡》（The ancient ruins of Rhodesia）一書，將大辛巴威的歷史分為幾個階段：公元前2000年至公元前1100年為示巴王國時期，而後接續腓尼基人時期，之後是一個過渡時期，最終成為當時的衰落時期。隨後BSAC任命霍爾為大辛巴威遺址的的館長，以保護該建築，但霍爾在未獲BSAC授權下進行開挖，此次挖掘破壞了大辛巴威的許多結構，一位考古學家後來稱這是他所見過的最可怕的挖掘工作。之後霍爾被BSAC解雇，但他在1905年仍出版了《大辛巴威》一書:29。

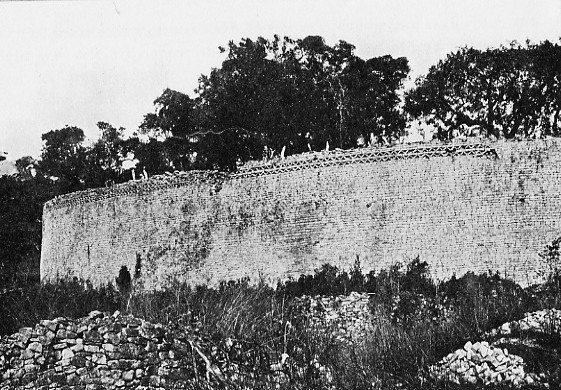
大圍場西南側，大衛·藍道爾-麥西弗於1906年拍攝

由於先前霍爾挖掘工作受到惡評，不列顛科學協會重新資助一項新的研究案。考古學家弗林德斯·皮特里爵士與他的學生大衛·藍道爾-麥西弗被任命為調查工作的負責人。1906年，藍道爾-麥西弗指出，該地區的居民具有紹納人的血統，大辛巴威是由紹納人所建立的:133。此研究結論受到當地歐洲裔居民強烈反對，霍爾聲稱藍道爾-麥西弗對非洲沒有真正的瞭解。一種說法指出當地歐洲移民不想承認大辛巴威的真正起源，他們認為自己有權利對辛巴威進行殖民統治，因此要建立遠古時期腓尼基人已經統治此地區的印象:28。
由於先前的研究結果產生爭議，不列顛科學協會在1929年資助了第三次研究，由考古學家格特魯德·卡頓·湯普森負責，後來得出的結論與藍道爾-麥西弗相同，即大辛巴威是由紹納人所建立，但她認為建造者受到了非洲以外地區很大的影響:133。湯普森的觀點受到科學界普遍接受，如亨利·步日耶指出，這個問題已經得到了徹底解決。在湯普森之後，已經較少對於大辛巴威起源的調查。1958年羅傑·蘇默斯以放射性碳定年法確定該遺跡的年代，之後的研究著重在著重在建築結構的考古研究:37。

### 政治宣傳與當代研究
在藍道爾-麥西弗提出論點之後，雖然越來越多的科學證據顯示大辛巴威的建造者為黑人原住民，但白人統治者仍試圖延續其是由腓尼基人建造的說法，這種想法在1965年伊恩·史密斯片面宣布羅德西亞獨立後變本加厲。羅德西亞執政黨羅德西亞陣線控制了所有的出版物，並試圖阻止任何關於大辛巴威的是黑人原住民建造的資訊傳播。1971年，當地考古學家彼得·加萊克因研究大辛巴威，並導向是由原住民紹納人建造，非外來的文明，之後被迫離鄉背井、遠赴奈及利亞:134。然而，當地的黑人民族主義者也察覺了大辛巴威的「價值」，與羅德西亞白人政府對抗的兩個政治勢力都以它命名，分別為津巴布韋非洲民族聯盟、津巴布韋非洲人民聯盟:32-33。
在1964—1979年的羅德西亞內戰期間，該國大部分考古遺址都無人看管。辛巴威共和國於1980年建國時，其國名就是來自大辛巴威。新成立的政府將大辛巴威視為民族自豪感的來源，以及吸引觀光客的地點，並試圖塑造非洲民族主義，將大辛巴威視為國家象徵，之後大辛巴威的圖像出現在貨幣、郵票和國徽之上；大辛巴威遺址內找到的重要文物辛巴威鳥的圖像出現在津巴布韋國旗與國徽上。:32-33
自辛巴威共和國成立之後，並沒有對於大辛巴威地區進行廣泛而有系統的調查。然而，當聯合國教科文組織在1986年將大辛巴威列入世界遺產名錄後，此歷史遺跡成為國際性的保護對象。在1990年代，一些對於住在南部非洲班图语支倫巴人的研究指出，他們具有閃米特人的血統。一些學者認為，此發現可支持大辛巴威的建造有受到閃米特人文化的影響。

## 考古發現

### 建築
大辛巴威的主要建築材料是花崗岩，其主要成分為黑云母。另外，還有使用辉绿岩、鐵礦石、木材和粘土等材料。石材是在附近開採後，再裁切成合適的大小，堆砌牆壁沒有使用砂漿黏合，而是以乾砌石牆的工法堆疊而成。石牆依照用途有2種分類，一種為獨立牆、另一種為消除地面高低差異的護土牆。獨立牆通常有兩個立面，牆內部石塊的大小與形狀並不規則，但立面會經過仔細修飾使其成平整。擋土牆只有一個立面，裡面的石塊比獨立牆更不規則，在石塊之間填充土壤結構更密實。:22
現存大辛巴威遺址可分為山丘遺址、大圍場，以及山谷遺址三個區域。

#### 山丘遺址
山丘遺址（The Hill Ruins）於一處陡峭的山脊上，北面與東面有密集且散亂的巨型岩石堆，人員不易通過；南面山丘頂端與底部落差約80公尺，在靠近頂端處，有落差約30公尺、近乎垂直的岩壁；僅有西面地勢較為平緩。此遺址沿著地勢修建巨大的圍牆，特別是西面。西面的圍牆平均高度為7.9公尺，厚5公尺，並設有4座塔樓。遺址西側有道路可以從山底登上頂端。圍牆內為東西長約100公尺、南北長約45公尺，形狀略呈橢圓形的區域:19-21。此區域可再分為兩部分。西半部推測為大辛巴威統治者居住的地方，東半部推測為舉行宗教儀式的聖所，重要文物津巴布韦鸟石雕有6座在此處發現。

#### 大圍場
大圍場（The Great Enclosure）在山丘遺址南方約500公尺處，為撒哈拉以南非洲地區規模最大的史前人造結構。此結構為一道高聳的圍牆，圍繞的區域為橢圓形，橢圓的長軸為西北—東南方向，長約80公尺；橢圓的短軸為東北—西南方向，長約55公尺。外牆周長約252公尺，牆高約11公尺，底端厚約6公尺，頂端厚約4公尺，靠近牆頂有一整排人字型的裝飾圖案。估計此圍牆使用約100萬塊石塊堆砌而成，材料為切割成適當大小的花崗岩。大圍場有3個出入口，均在北側與西北側。:19-21
大圍場內部，東面與南面另有一道較矮的圍牆與外牆平行，兩者相距約0.8公尺，形成長超過70公尺的狹窄通道。圍牆內有一座圓錐形、實心的塔狀結構，以及多間住所，地面上設有排水溝。圓錐形塔狀結構以石頭建造，高度約10公尺，底端直徑約5公尺，往上逐漸縮小，至頂端直徑約2公尺，此結構的用途目前仍是個謎。另外，圍牆內有多間居所，建材為花崗石砂子和黏土混合，當地人稱為「daga」的材料製成的磚塊。這些居所一般有一個廚房、兩個房間和一個庭院。

#### 山谷遺址
在山丘遺址與大圍場間是一個山谷，散布許多較小的圍牆遺跡，稱為山谷遺址（The Valley Ruins）。現今大約有50個圍牆遺跡，每一個遺跡過去可能是一個住宅。這些住宅間有一些通道，有通道往山丘遺址與大圍場。這些遺跡的共通特點為均是磚造建築，以乾砌石牆讓建築達到隔熱效果，並結合了人字形和方格的裝飾。

### 重要文物

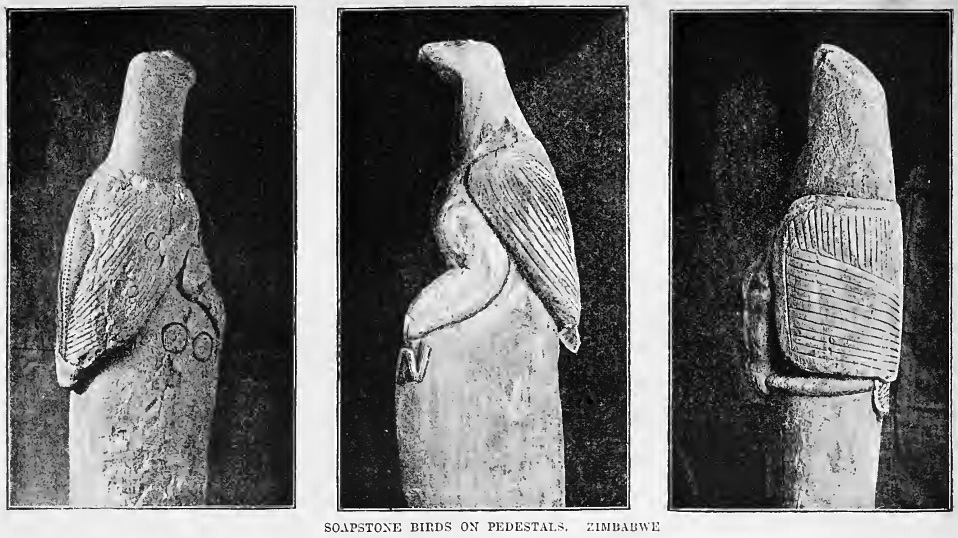
3座辛巴威鳥石雕，約攝於1891年

在大辛巴威發現最著名的文物為津巴布韦鸟石雕，共有8座，其中6座於山丘遺址東半部發現，其他2座在遺跡的其他地方發現。石雕以雲母片岩或皂石為材料，高度介於28至43公分之間，鳥石雕的下方有1至2公尺的柱子與其連在一起。石雕的精細度不一，可能由不同的工匠所製作。辛巴威鳥的確切意義仍然未知，有學者認為可能是王室權威的象徵，或是代表大辛巴威統治者的祖先。8座辛巴威鳥石雕從1889年起，陸續被威利·波塞爾特（Willi Posselt）、詹姆斯·西奧多·本特、理查·尼克林·霍爾（Richard Nicklin Hall）3人拆下，並轉賣至各地。20世紀後期，收藏這些辛巴威鳥石雕的國家受到壓力，陸續將這些石雕歸還給辛巴威。目前8座中的7座已歸還辛巴威，收藏於大辛巴威遺址博物館內；另外1座為塞西尔·罗兹的收藏品，羅茲去世後將其捐給南非政府，但實物現仍放在羅茲位於開普敦的故宅內，辛巴威政府打算要追討該石雕，但因產權的歸屬情況複雜而尚未能夠實現。
另外在大辛巴威遺址發現許多陶瓷碎片。這些陶瓷分屬不同的年代：第1類為4世紀到7世紀、第2類為12世紀中葉至13世紀初、第3類為13世紀中、第4類為13世紀末至16世紀中葉。前3類僅在山丘遺址內發現。另外，該地區發現了許多金屬加工的證據，除了冶煉爐、容器、爐渣外，還發現了各種金屬工具，如鑿子、刀、矛、斧、鋤頭、箭頭等。有許多銅製用於裝飾用的的小珠子或薄板。另外有來自阿拉伯、中國等地的玻璃珠和陶瓷。

### 社會與人文研究
大辛巴威文明並未留下文字紀錄，其僅能由遺跡調查推測當時的社會背景與生活方式。根據2017年沙德雷克·奇里庫等人的研究，大辛巴威在鼎盛時期人口約有2萬人，集中於約2.9平方公里範圍內。當地居民從事畜牧與農耕。他們畜養牛、山羊和綿羊等家畜；種植高粱、小米、豆類等作物。該地區也發現了鐵、銅、青銅和黃金冶煉的證據，各種工具由鐵製成，而銅、青銅和黃金主要用於裝飾品和統治者的珠寶。
大辛巴威的住民分成不同的階級。統治者家族先是住在山上的堡壘中，後來再擴及山下的大圍場內。貴族與官員住在山谷內的房屋中，其他人則住在周邊地區。
大辛巴威過去為一處貿易集散地，此地的商人與非洲內陸、印度洋沿岸地區進行貿易:161。而貿易路線更由印度洋沿岸延伸到阿拉伯、印度和中國:7-9。從沿海進口的物品包括鐵器、銅器、金器、武器、陶瓷、布料、鹽、玻璃珠等，來自非洲內陸地區的物品包括黃金、銅、鐵、奴隸、象牙等。在大辛巴威一處廢墟中發現大量外來物品，顯示此處可能為商人的據點。這些外來物品包括金絲、鐵勺、燈檯、銅盒、戒指、珊瑚、海螺殼和幾百顆玻璃珠。大辛巴威主要透過位於今日莫桑比克的港口索法拉聯繫印度洋沿岸的其他地區，包括基尔瓦基斯瓦尼、馬林迪等，再轉運至阿拉伯、印度與中國:161。
大辛巴威也是宗教中心，山丘遺址內的宗教場所被視為聖所，信仰的主神為「姆瓦里」，掌管降雨、農作物生長與疫病。該地區宜於農牧被認為姆瓦里的恩賜。大辛巴威被廢棄前，此地一直是宗教中心。即使在廢棄後，廢墟中的宗教場所仍被持續用為祈雨儀式場地。

## 當代活動

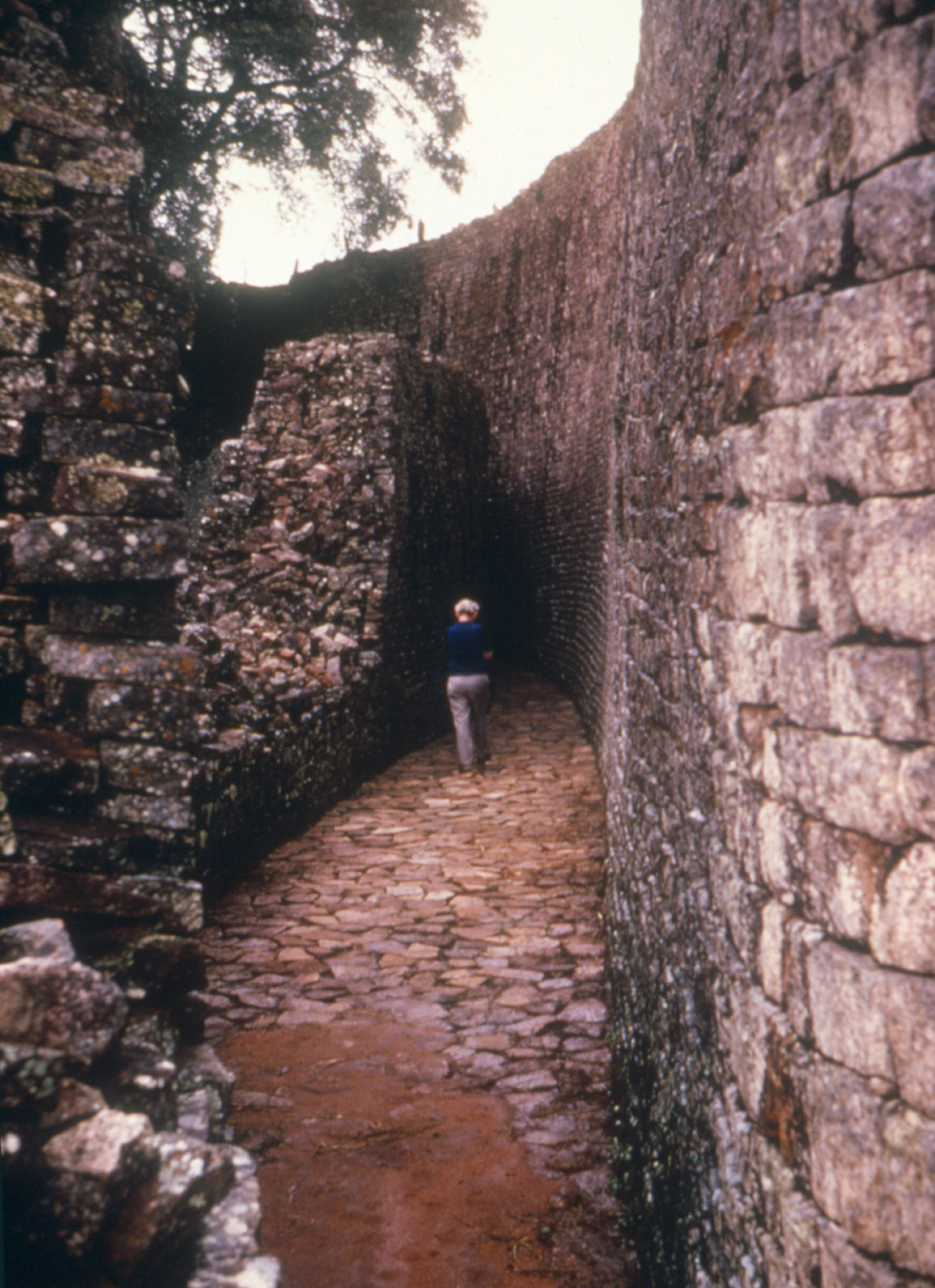
大圍場內部參觀的遊客

### 遺跡的威脅與保護
大辛巴威遺跡最大威脅是不受控制的植被。雖然一些植物的生長可能會增加遺跡的美觀，但會大樹的樹根造成建築的損壞，而茂密的植被使得遺跡的某些地區無法進入，更有可能增加發生叢林大火的風險。另一方面，人類與動物的活動也會影響大辛巴威遺跡。例如遊客會在遺跡上面行走，甚至攀登至牆壁上，一些動物如狒狒和猴子也會有同樣的行為。:40-42
大辛巴威遺跡的保護由辛巴威共和國內政與文化遺產部（Ministry of Home Affairs and Cultural Heritage）轄下的辛巴威國家博物館與紀念建築物（National Museums and Monuments of Zimbabwe，NMMZ）負責，1976年「國家博物館和紀念建築物法」提供遺跡法律保護。聯合國教科文組織和联合国开发计划署自1981年以來一直致力推動大辛巴威的保護工作。聯合國教科文組織派出兩個研究小組，對於大辛巴威遺跡的現況進行調查，並擬定大辛巴威保護計畫。而後該計畫擴大至NMMZ管理的各考古遺址，是辛巴威第一份綜合性遺產保護計畫:35-36。

### 旅遊
大辛巴威是辛巴威主要旅遊目的地之一，在1990年代每年約有10萬人到訪，1998年7月至1999年6月期間更有15.3萬人到訪。21世紀開始的辛巴威的政治和經濟危機影響旅遊業的發展，2008年僅有1.5萬人造訪。隨著該國政治與經濟環境略有改善，大辛巴威造訪人數回升，2018年達7.8萬人。但2019冠状病毒病疫情重創辛巴威旅遊業，在疫情後旅客人數則呈現緩慢回復。
大辛巴威遺址西側設有露營地、酒店，博物館、紀念品商店與旅客中心，該處還有一處專門保護大辛巴威遺跡的保護中心。:8-9

## 影響

### 政治
大辛巴威對於辛巴威人民族意識的形成具有重大意義，此處提供現代辛巴威人民與祖先的聯繫，並記錄歷史上辛巴威曾經存在的高度文明。1960年代辛巴威民族主義興起，伴隨著對於傳統歷史文化的覺醒，與本土宗教的復興。民族主義者指稱，共同的歷史記憶將不同來歷、不同背景的辛巴威人民團結在一起，大辛巴威成為最有力的國家象徵。:34
在辛巴威獨立戰爭中，民族運動者以大辛巴威為標誌。1980年辛巴威共和國成立後，大辛巴威遺跡的圖像出現在辛巴威貨幣、郵票和國徽之上，辛巴威鳥的圖像出現在津巴布韋國旗與國徽上。民族運動者將大辛巴威聖域化，作為辛巴威人引以自豪的象徵。

### 文化
1986年聯合國教科文組織將大辛巴威列為世界遗产後，對於大辛巴威的關注由當地人擴展至世界各地。世界遺產委員會指出，大辛巴威具有獨特的建築結構，對辛巴威共和國與人民具有深遠的歷史與民族意義，大辛巴威遺跡是紹納人過去曾在此地創建高度文明王國的證明。
對於考古研究者而言，大辛巴威可提供撒哈拉沙漠以南班图语支各民族文化研究的重要文物資料。對於當地居民而言，大辛巴威除了歷史意義之外，仍持續具備宗教功能。至今山丘遺址中的聖所仍持續舉行各種宗教儀式，如祈雨和其他祈福儀式。:71

## 外部連結
- （英文）聯合國教科文組織－大辛巴威國家紀念地 （页面存档备份，存于）
- （英文）Zimbabwe Tourism Authority—Great Zimbabwe （页面存档备份，存于）
- （英文）Great Zimbabwe Ruins （页面存档备份，存于）